# Чумпхон (аэропорт)
Аэропорт Чумпхон (тайск. ท่าอากาศยานชุมพร), (ИАТА: CJM, ИКАО: VTSE) — гражданский аэропорт, обслуживающий коммерческие авиаперевозки города Чумпхон — столицы одноимённой провинции (Таиланд). Расположен в 35 километрах к северу от города.

## Общие сведения
Аэропорт Чумпхон открылся в 2008 году после девятилетнего строительства и реконструкции инфраструктуры.
Аэропорт является основной воздушной гаванью для пассажирского потока в провинцию Чумпхон, на острова Сиамского залива и архипелага Чупхон.
Регулярные перевозки из Чумпхона в Бангкок осуществляют авиакомпании Nok Air и Happy Air.
Коммерческие службы предлагают услуги скоростных катеров на острова Самуй, Тау и Пханган.